# Llau del Gassó
La llau del Gassó és una llau del terme d'Abella de la Conca, a la comarca del Pallars Jussà.
El curs d'aquesta llau s'origina a la part nord-oriental del Serrat del Corb, des d'on davalla cap al sud pel costat est de la Planta del Mestre, al final de la qual gira cap al sud-oest i s'adreça al barranc de l'Esmolet. Pertany en bona part a la partida de les Vielles.

## Etimologia
Es tracta d'un topònim romànic descriptiu modern: és la llau que discorre pel costat de ponent del Tossal del Gassó, del qual pren el nom.